# Stazione di Gubbio
La stazione di Gubbio è stata una stazione ferroviaria situata lungo la ex linea ferroviaria a scartamento ridotto Arezzo-Fossato di Vico, a servizio della città di Gubbio. Sorgeva ad un'altitudine di 475 metri, alla progressiva chilometrica 112,3 da Arezzo.

## Storia
L'impianto fu inaugurato, insieme alla linea, il 5 aprile 1886, e rimase attivo fino al 22 maggio 1945, quando l'esercizio cessò a causa delle distruzioni provocate dai bombardamenti della seconda guerra mondiale.

## Strutture ed impianti
Nella stazione erano presenti tre binari, un fabbricato viaggiatori, un magazzino merci, un deposito locomotive ed il ristorante, chiamato all'epoca "Buffet".
Rimangono riconoscibili l'edificio del Buffet (situato in via Beniamino Ubaldi 3, e trasformato in un bar) ed il deposito locomotive, che ospita un ristorante. Il fabbricato viaggiatori ed il magazzino merci sono stati completamente demoliti, ed i tre binari smantellati.